# River (canción de Miley Cyrus)
«River» —en español: «Río»— es una canción de la cantante estadounidense Miley Cyrus. Fue lanzada el 13 de marzo de 2023 a través de Columbia Records como el segundo sencillo del octavo álbum de estudio de Cyrus, Endless Summer Vacation (2023). Fue escrita por la cantante, Justin Tranter y los productores de la canción Kid Harpoon y Tyler Johnson.
«River» logró adentrarse en los primeros 10 puestos en Croacia, Hungría, Israel, Macedonia del Norte y Serbia, así como también alcanzó el puesto 16 en el Billboard Global 200.

## Antecedentes y lanzamiento
El 31 de diciembre de 2022, mientras presentaba su especial en vivo de NBC Miley's New Year's Eve Party, Cyrus anunció el lanzamiento del nuevo sencillo «Flowers». Después de su lanzamiento el 12 de enero de 2023, la canción experimentó elogios generalizados de la crítica, así como un éxito comercial mundial a pesar de una mínima promoción. «Flowers» se convirtió en el segundo sencillo número uno de Cyrus en los Estados Unidos, alcanzando el primer lugar en Billboard Hot 100 en la edición del 28 de enero, permaneciendo allí durante seis semanas continuas. Una semana antes del lanzamiento del sencillo principal, la cantante reveló que su próximo álbum se llamaría Endless Summer Vacation y se lanzaría el 10 de marzo. El 7 de marzo de 2023, Cyrus comenzó a mostrar teasers con «River» a través de videos en sus redes sociales. Compartió una parte del instrumental de la canción, así como también su letra.
Cyrus dijo que «River» comenzó como una canción mucho más triste, ya que su desarrollo comenzó en un momento turbulento de su vida. Sin embargo, después de una fiesta a la que asistió, la pista "evolucionó de un problema en el que parecía que nunca dejaba de llover, a una lluvia de amor". La cantante agregó que para participar en la fiesta, necesitaba "traer a [su] mejor amigo gay". Durante la entrevista para Miley Cyrus - Endless Summer Vacation (Backyard Sessions), admitió que «River» se trata de la eyaculación. Sin embargo, esta palabra fue censurada, lo que dio lugar a teorías sobre lo que realmente dijo. «River» comparte el mismo equipo de productores con el sencillo anterior «Flowers»; fue producida por Kid Harpoon y Tyler Johnson, con la composición adicional realizada por la cantante y Justin Tranter.
El 13 de marzo de 2023, se envió oficialmente a la radio de música contemporánea para adultos y sus subformatos modernos y hot en los Estados Unidos. La canción también se enviará a la radio de éxitos contemporáneos del país al día siguiente. Una semana después, la canción impactó en la rhythmic contemporary radio.

## Composición
«River» es una canción dance-pop y synth-pop con elementos de new wave, synthwave, post-disco y acid pop, descrita por Cyrus como un "éxito de pista de baile". La canción presenta una línea ácida de Roland 303, sintetizadores pulsantes y guitarras. A Emily Swingle de Clash le recordó al álbum de Cyrus de 2010 Can't Be Tamed. Andrew Sacher de BrooklynVegan calificó la canción como un "éxito de synthpop retro", y agregó que encajaría en su álbum Plastic Hearts de 2020. George Griffiths de Official Charts Company lo describió como una melodía de "new wave", que consiste en un instrumental "flojo" inspirado en el synth-pop y la música electrónica de la década de 1980. Chris Willman de Variety destacó la canción por la inclusión de "sonidos de sintetizador retro" y consideró que se inspiró además en el estilo de Giorgio Moroder. Alex Gonzalez de Uproxx escribió que sigue "un tema listo para bailar establecido por «Flowers»". Nick Levine de NME sintió que "se siente como un pariente de su éxito inspirado en Stevie Nicks 'Midnight Sky'". Alexis Petridis de The Guardian lo calificó como un himno de EDM con "un subidón innegable en la pista de baile", a pesar de su "tendencia a oscilar entre los sonidos de los videojuegos y los saltos de hip hop fuera de lugar". Mary Siroky de Consequence lo llamó "la pieza central del álbum inspirada en la música disco", comparándolo con los álbumes de 2020 Future Nostalgia de Dua Lipa y Chromatica de Lady Gaga.
Helen Brown de The Independent describió la canción como un "romance directo sobre una amante que ha restaurado su fe después de la sequía amorosa". Brittany Spanos de Rolling Stone sintió que está "rebosante de esperanza de un nuevo amor y el fin de las sequías sexuales y románticas".
«River» está escrita en clave de fa mayor con un tempo moderadamente rápido de 130 latidos por minuto. La canción sigue una progresión de acordes de Bb - C - Bbmaj7/D - Cm7(add4) - Bb - C - Bbmaj7/D - Dm con 8 compases de introducción antes de que la cantante comience la letra con "I got a new dress just to meet you downtown. Can you walk me through the park, just to show it off. I can pull my hair back in the tight way that you like...".

## Recepción de la crítica
Sal Cinquemani de Slant Magazine destacó el "coro tentador y de alto riesgo digno de la personalidad y la voz feroz de Cyrus". Shaad D'Souza de Pitchfork la calificó como una de las mejores canciones de Endless Summer Vacation y agregó: Cyrus muestra efectivamente quién es ella en este momento de su carrera: Madura pero todavía desordenada, no por encima de un giro teatral de la frase ('You're pourin' down, baby, drown me out', que se traduce al español como: 'Te estás vaciando, cariño, ahógame') y, muy ocasionalmente, todavía en sintonía con el optimismo de gran corazón que caracterizó su música anterior". David Cobbals de The Line of Best Fit la llamó una "mezcla confusa de demasiadas ideas que la dejan más decepcionante que interesante".

## Video musical
El video musical en blanco y negro de «River» fue dirigido por Jacob Bixenman. El 7 de marzo de 2023, Cyrus compartió un teaser del video musical y anunció que se lanzaría el 10 de marzo de 2023. Presenta a Cyrus con un minivestido negro, bailando bajo un foco en una plataforma elevada e iluminada, acompañado por un grupo de hombres sin camisa. Cerca del final, el agua comienza a llover. Erica Gonzales de Elle llamó al video "elegante y sexy", mientras que Gil Kaufman de Billboard lo describió como "emocionante".

## Presentación en vivo
Cyrus interpretó «River» en vivo por primera vez para el evento Miley Cyrus – Endless Summer Vacation (Backyard Sessions), que se estrenó en Disney+ el 10 de marzo de 2023.

## Premios y nominaciones
| Organización               | Año  | Categoría                   | Resultado | Ref.   |
| -------------------------- | ---- | --------------------------- | --------- | ------ |
| MTV Video Music Awards     | 2023 | Mejor Edición               | Nominada  | [ 38 ] |
| Art Directors Guild Awards | 2024 | Mejor Corto y Video Musical | Nominada  | [ 39 ] |

## Créditos y personal
Créditos adaptados de Tidal, Pitchfork y las notas de Endless Summer Vacation.

### Grabación
- Grabado en Ridgemont High, Los Angeles.
- Mezclado en Windmill Lane Studios, Dublín.
- Masterizado en Sterling Sound, Edgewater.

### Personal
- Miley Cyrus – vocales, composición, producción ejecutiva
- Kid Harpoon – composición, producción, batería, bajo, guitarra, bajo sintetizado, sintetizador, programación de batería, voz adicional
- Ivan Jackson – trompa
- Tyler Johnson – composición, programación de batería, bajo sintetizado, sintetizador, voz adicional
- Joe LaPorta – ingeniería de masterización
- Brian Rajaratnam – ingeniería
- Mark "Spike" Stent – ingeniería de mezclado
- Justin Tranter – composición
- Matt Wolach – asistente de ingeniería

## Posicionamiento en listas

### Semanales
| País (Lista 2023)                           | Mejor posición | Ref    |
| ------------------------------------------- | -------------- | ------ |
| Alemania (GfK)                              | 35             | [ 43 ] |
| Australia (ARIA)                            | 22             | [ 44 ] |
| Austria (Ö3 Austria Top 40)                 | 24             | [ 45 ] |
| Canadá (Canadian Hot 100)                   | 17             | [ 46 ] |
| Croacia (HRT)                               | 7              | [ 47 ] |
| Eslovaquia (Radio Top 100)                  | 19             | [ 48 ] |
| Eslovaquia (Singles Digitál Top 100)        | 39             | [ 49 ] |
| España (PROMUSICAE)                         | 73             | [ 50 ] |
| Estados Unidos (Billboard Hot 100)          | 32             | [ 51 ] |
| Estados Unidos (Adult Pop Airplay)          | 17             | [ 52 ] |
| Estados Unidos (Hot Dance/Electronic Songs) | 2              | [ 53 ] |
| Estados Unidos (Pop Airplay)                | 20             | [ 54 ] |
| Estonia (IFPI)                              | 28             | [ 55 ] |
| Francia (SNEP)                              | 132            | [ 56 ] |
| Global 200 (Billboard)                      | 16             | [ 57 ] |
| Global Excl. U.S. (Billboard)               | 20             | [ 58 ] |
| Grecia (IFPI)                               | 28             | [ 59 ] |
| Hungría (Single Top 40)                     | 5              | [ 60 ] |
| Irlanda (IRMA)                              | 13             | [ 61 ] |
| Israel (Media Forest)                       | 6              | [ 62 ] |
| Letonia (LAIPA)                             | 15             | [ 63 ] |
| Lituania (AGATA)                            | 20             | [ 64 ] |
| Macedonia del Norte (Radiomonitor)          | 5              | [ 65 ] |
| Nueva Zelanda (RMNZ)                        | 30             | [ 66 ] |
| Noruega (VG-lista)                          | 32             | [ 67 ] |
| Países Bajos (Top 40)                       | 29             | [ 68 ] |
| Países Bajos (Single Top 100)               | 53             | [ 69 ] |
| Panamá (PRODUCE)                            | 30             | [ 70 ] |
| Polonia (Polish Streaming Top 100)          | 28             | [ 71 ] |
| Portugal (AFP)                              | 30             | [ 72 ] |
| Reino Unido (UK Singles Chart)              | 16             | [ 73 ] |
| República Checa (Singles Digitál Top 100)   | 39             | [ 74 ] |
| Serbia (IFPI)                               | 3              | [ 75 ] |
| Suecia (Sverigetopplistan)                  | 56             | [ 76 ] |
| Venezuela (Record Report)                   | 39             | [ 77 ] |
| Vietnam (Vietnam Hot 100)                   | 57             | [ 78 ] |

### Anuales
| País (Lista 2023)                                 | Mejor Posición | Ref    |
| ------------------------------------------------- | -------------- | ------ |
| Estados Unidos (Dance/Electronic Streaming Songs) | 33             | [ 79 ] |
| Estados Unidos (Hot Dance/Electronic Songs)       | 11             | [ 80 ] |

## Certificaciones
| País (Organismo certificador) | Certificaciones | Ventas certificadas | Ref.   |
| ----------------------------- | --------------- | ------------------- | ------ |
| Brasil (Pro-Música Brasil)    | Platino         | 40 000              | [ 81 ] |
| Canadá (Music Canada)         | Oro             | 40 000              | [ 82 ] |

## Historial de lanzamiento
| Región         | Fecha               | Formato                                                                               | Discográfica     | Ref.   |
| -------------- | ------------------- | ------------------------------------------------------------------------------------- | ---------------- | ------ |
| Estados Unidos | 13 de marzo de 2023 | Adult contemporary radio hot adult contemporary radio modern adult contemporary music | Columbia Records | [ 17 ] |
| Estados Unidos | 14 de marzo de 2023 | Contemporary hit radio                                                                | Columbia Records | [ 18 ] |
| Estados Unidos | 21 de marzo de 2023 | Rhythmic contemporary radio                                                           | Columbia Records | [ 19 ] |
| Italia         | 20 de abril de 2023 | Radio airplay                                                                         | Sony Music       | [ 83 ] |